# Ixcuinquitlapilco
Ixcuinquitlapilco también conocido como San Mateo Ixcuinquitlapilco, es una localidad de México localizada en el municipio de San Agustín Tlaxiaca en el estado de Hidalgo.

## Toponimia
Del náhuatl Itzcuin-cuitlapil- co;cuitlapilli atlapilli, gente menuda, vasallos, co, terminación: “Lugar de macehuales”. Otra interpretación es que deItzcuintli, perro, cuitlapilli, rabo o cola: “En el rabo del perro”.

## Historia
En la zona se han descubierto objetos del preclásico mesoamericano. En el Período Preclásico mesoamericano, los primitivos cazadores y recolectores en Ixcuinquitlapilco, fueron sustituidos por grupos asentados en pequeñas aldeas dedicados a la agricultura. A partir de la etapa llamada Horizonte Posclásico, fue cabecera dependiente de Tollan-Xicocotitlan y que logró permanecer en pie tras la caída del imperio Tolteca.
Actopan e Ixcuinquitlapilco fueron conquistados por los tepanecas de Azcapotzalco a finales del siglo XIV. Durante este tiempo Ixcuinquitlapilco fue la población más importante de esta región; Actopan era uno más de los aproximadamente 20 pueblos subordinados. Casi siempre mencionados juntos en las crónicas y relaciones, Actopan e Ixcuinquitlapilco, eran comunidades otomíes con minorías chichimeca-pame.
La conquista mexica se realizó en 1427 durante el reinado de Itzcóatl. Los frailes Agustinos al ver que la topografía del lugar donde estaba asentada la antigua cabecera del reino de lxcuinquitlapilco, era un lugar abrupto y carente de agua, decidieron cambiar la nueva cabecera al pueblo de Actopan. La localidad fue alcaldía mayor y República de Indios con gobernador adscrito a la Alcaldía mayor de Actopan.
El 15 de febrero de 1826, se consigna Ixquincuitlapilco como ayuntamiento perteneciente al partido de Actopan de la prefectura de Tula de Allende. El 31 de mayo de 1865, Ixcuinquitlapilco es municipalidad del distrito de Tula perteneciente al departamento del mismo nombre en el Estado de México. En 1869, fue uno de los municipios que fundaron Hidalgo. El 16 de octubre de 1872, se cambia la cabecera municipal por la de San Agustín Tlaxiaca y se erige el municipio homónimo.
El 25 de junio de 2019, se da la inauguración de la rehabilitación de la plaza principal de la comunidad. En enero de 2021, se aseguraron 11 camionetas con reporte de robo y 7 mil litros de combustible presuntamente extraído de manera ilegal en la zona de ductos de Petróleos Mexicanos (Pemex).

## Geografía
Se encuentra en la región geográfica del Valle del Mezquital. A la localidad le corresponden las coordenadas geográficas 20° 06’ 37.970” de latitud norte y 98° 56’ 21.693” de longitud oeste, con una altitud de 2244 m s. n. m. Se ubica a 5.5 kilómetros, en dirección oeste, de la cabecera municipal, San Agustín Tlaxiaca.
En cuanto a fisiografía se encuentra en la provincia del Eje Neovolcanico, dentro de la subprovincia de Sierras y Llanuras de Querétaro e Hidalgo; su terreno es de sierra. En lo que respecta a la hidrografía se encuentra posicionado en la región del Pánuco, dentro de la cuenca del río Moctezuma, y en la subcuenca del río Actopan. Cuenta con un clima semiseco templado.

## Demografía
En 2020 registró una población de 2543 personas, lo que corresponde al 6.54 % de la población municipal. De los cuales 1226 son hombres y 1317 son mujeres. La localidad pertenece a la zona Metropolitana de Pachuca.
| Gráfica de evolución demográfica de Ixcuinquitlapilco entre 1900 y 2020                      |
|                                                                                              |
| Población de los censos y conteos del Instituto Nacional de Estadística y Geografía (INEGI). |

## Cultura
La principal festividad es la feria en honor a San Mateo, el 21 de septiembre. Destaca la peregrinación donde el  Santo Patrón visita las Capillas de los 8 barrios; El Dajie, El Toluca, El Cerro Viejo, El Campanario, Los Encinos, El Banco, El Cacalote, y Colonia Victoria. La Iglesia de San Mateo se estableció aproximadamente en 1540. Consta del templo con sacristía, bautisterio y atrio, la casa cural y un cementerio que rodea a los edificios, formado una sola nave rectangular. Se cree que la iglesia fue construida sobre una pirámide, y se cuenta con cuevas o túneles.